# Фосалта ди Пиаве
Фоса̀лта ди Пиа̀ве (на италиански: Fossalta di Piave; на венециански: Fosalta, Фосалта) е малко градче и община в Северна Италия, провинция Венеция, регион Венето. Разположено е на 5 m надморска височина. Населението на общината е 4161 души (към 2014 г.).